# 斯韋阿冰川
72°8′S 1°53′E / 72.133°S 1.883°E
斯韋阿冰川（德語：Sveabreen），是南極洲的冰川，位於毛德皇后地的瑪塔公主海岸，流經斯維爾德魯普山脈和耶爾斯維克山脈，由德國探險隊拍攝空中照片，現時由南極條約體系管理。